# GOFAI
GOFAI（英語：Good Old-Fashioned Artificial Intelligence），有效的老式人工智能。
在人工智能领域，GOFAI泛指用最原始人工智能的逻辑方法解决小领域的问题，例如棋类游戏的算法。
GOFAI最早出现于1986年，約翰·豪格蘭（John Haugeland）的《Artificial Intelligence: The Very Idea》。其主要内容诠释了人工智能的哲学意义，也提议人工智能应归类为合成智能（synthetic intelligence），这个概念后来被某些非GOFAI研究者采纳。